# Edwin Abbott Abbott
Edwin Abbott Abbott (Londres, 20 de dezembro de 1838 — 12 de outubro de 1926) foi um escritor e erudito inglês.
Foi sucessivamente professor em Birmingham, director da Escola da City, em Londres, professor na universidade de Cambridge e pregador na universidade de Oxford em 1877. Entre as obras que fizeram a sua reputação, cita-se a Gramática shakespeariana publicada em 1870; Bacon, e Essex editado em 1877; Sobre a natureza de Cristo publicado em; etc. Devem-se-lhe também dois romances anónimos: Filocristo (1878) e Onesimo (1882). Uma de suas grandes obras é Flatland - A Romance of Many Dimensions.
Com 51 anos, em 1889, Abbott se afastou de todas as suas outras atividades, dedicando-se apenas a uma vida acadêmica, produzindo, a partir de então, numerosas obras: Silanus, the Christian (1907), Apologia: An Explanation and Defense (1907), Message of the Son of Man (1909), Light on the Gospel from an Ancient Poet (Odes of Solomon), de 1913.